# 川口市立前川小学校
川口市立前川小学校（かわぐちしりつ まえかわしょうがっこう）は、埼玉県川口市本前川にある公立小学校。

## 沿革
- 1957年4月8日 - 川口市立芝小学校前川分校を設立
- 1959年4月1日 - 川口市立芝小学校、川口市立上青木小学校、川口市立神根小学校の一部を集めて川口市立前川小学校として独立開校
- 1959年6月27日 - 鉄筋3階建校舎起工式。この日を開校記念日とする。
- 1960年1月8日 - 校旗制定
- 1968年11月28日 - 校歌制定[1]

## 教育目標
- 「思いやりの心をもち　進んで学ぶ子　元気な子の育成」[2]

## 通学区域
- 芝1丁目 - 全域
- 前川町4丁目 - 全域
- 前川1丁目 - 一部
- 前川4丁目 - 全域
- 本前川1丁目 - 全域
- 本前川2丁目 - 全域
- 本前川3丁目 - 全域[3]

## 卒業生
- 新藤義孝 - 政治家
- 星野源 - 俳優・ミュージシャン（元SAKEROCK）
- Show-Hey - 早朝シューティング部
- 石井義人 - （元プロ野球選手）